# Шкамбара Осип Михайло Петрович

Автограф (Осип Шкамбара)

Автограф (Josef Szkambara)

Автограф (Скала)

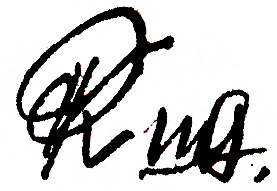
Автограф (Роман Кедр)

Óсип Михáйло Петрóвич Шкамбáра (псевдо: «Кéдр» («Рóман Кéдр»), «Скалá», «Хмéль», «Черня́к»; (18 листопада 1914, с. Варваринці,  Теребовлянський район, Тернопільська область — 16 червня 1944, с. Під'ярків Бібрківський район Львівська область, похований у с. Старі Стрілища Жидачівського району) — український політичний і громадський діяч, обласний провідник ОУН Львівської області (1942—1944).

## Життєпис

### Юність

Михайло Шкамбара, 1943 р.

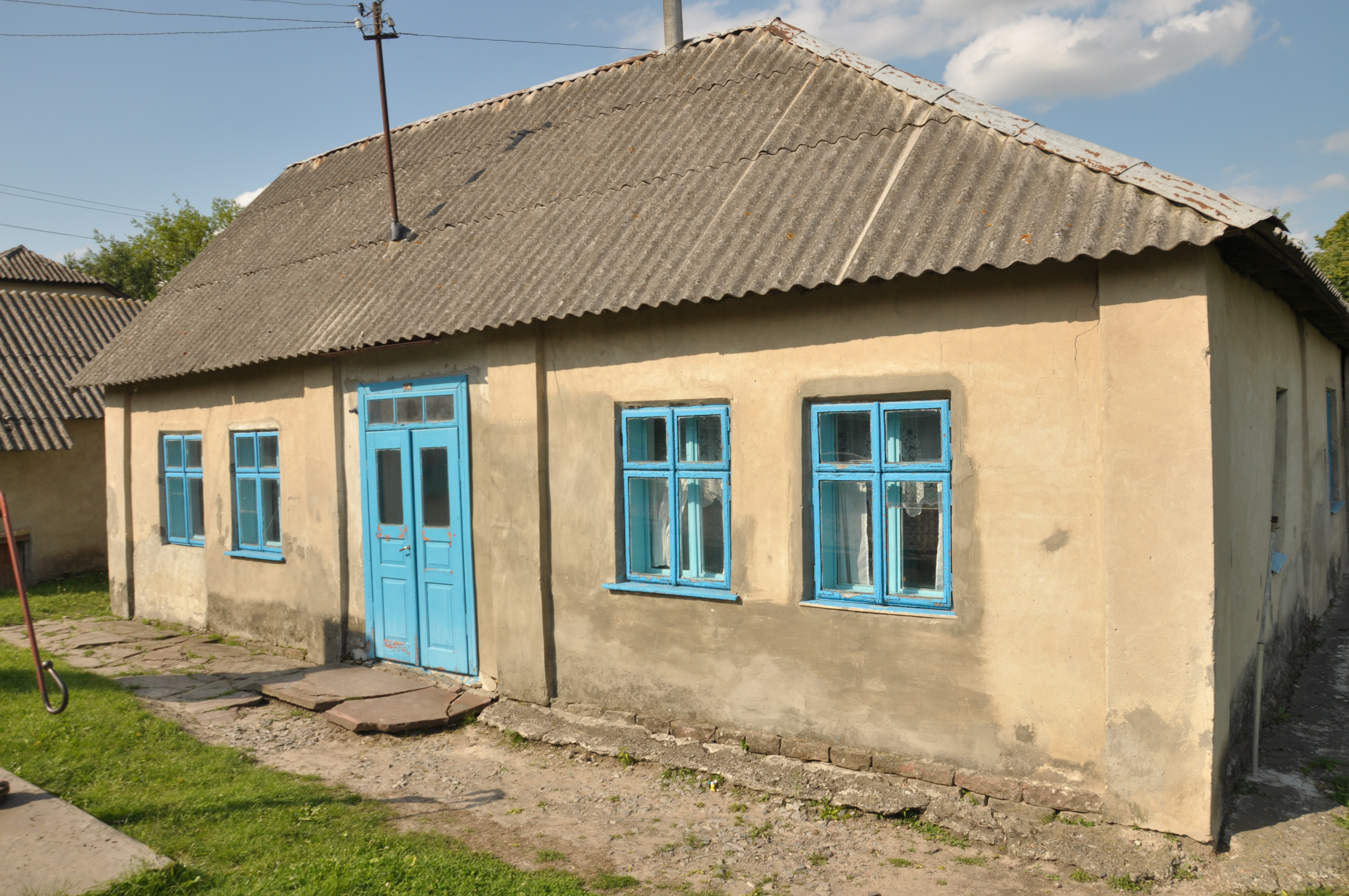
Батьківська хата Михайла і Євгена Шкамбар у с. Варваринці

Осип-Михайло Шкамбара народився 18 листопада 1914 року в убогій селянській сім'ї в с. Варваринці Теребовлянського повіту Тернопільського округу[джерело?] ( нині Тернопільського району Тернопільської області, Україна). Його мати, Марія, походила з польської сім'ї і після народження сина, не порадившись з чоловіком, що саме перебував на фронті, принесла немовля у костел і похрестила Юзефом. Батько Осипа, Петро, належав до давнього українського роду Шкамбар і, повернувшись з війни, пішов з сином у греко-католицьку церкву, де похрестив його Михаїлом. У підпіллі Шкамбару знали саме під іменем Михайло, а його офіційне ім'я Осип (польською Josef) було відоме дуже небагатьом. Це свідчить про те, що провіднику було ближче його українське ім'я, дане йому батьком і яким він був хрещений у греко-католицькій церкві. У часі польської займанщини, коли активно впроваджувалась політика полонізації українського населення, імена, записані в метриках костелів, змінити було уже практично неможливо і тому в усіх документах того часу Шкамбара значиться під своїм офіційним іменем.
Петро Шкамбара будь-що хотів дати сину освіту, але передчасна смерть завадила йому здійснити цю мрію. Тоді вихованням Осипа зайнялись родичі Шкамбари з Микулинців, а особливо його дядько (чоловік Теодорії — сестри Петра Шкамбари) Осип Фідевич, який походив із м. Бібрка Львівської області, і пізніше (у 1941 році), очолив цивільну владу у містечку. Саме Фідевич потурбувався, щоб юний Осип поступив до Бучацької гімназії.
Давні українські традиції, яких дотримувались у родині Шкамбар, та вплив Фідевича, прищепили йому палку любов до України, а також пробудили у ньому дух революціонера. Втілення своєї жаги боротись за волю рідної землі, Михайло знайшов в ідеях молодої патріотичної організації, яка в той час лише почала зароджуватись, а саме Організації Українських Націоналістів (ОУН).
В гімназії проявились перші організаторські здібності майбутнього провідника і він згуртував навколо себе увесь молодий та національно свідомий актив товаришів-гімназистів.
Осип здобув фах учителя народної школи і був на той час одним з небагатьох вихідців з Варваринців, які «покінчили високі школи», але через те, що не захотів переписатися на поляка, диплома не отримав.
Також Осип Шкамбара брав активну участь у громадському житті села. У 1932 р. він входив до складу організації «Добровільна пожежна охорона» («Straz Pozarna») у Варваринцях. Президентом цієї організації у той час був Осип Нановський, його заступником — Леонтій Рущак, начальником — Владислав Вертепний, а секретарем — Осип Шкамбара. Належав він і до «Просвіти», а згідно звіту її філії у Варваринцях за 1933 р., зі 152 книжок, якими тоді володіла читальня цієї організації, 80 були подаровані Шкамбарою. Крім того, у «Просвіті» Осип вів інвентар читальні, оскільки бібліотекар та голова були неграмотні. У рідному селі Осип Шкамбара з молодшим братом Євгеном та ще кількома своїми друзями, часто збирались у хаті Миколи Івановича Єндріїшина і там, як згадували очевидці, «політикували».
У складі ОУН Осип пропагував ідеї самостійності України, роз'яснював людям за що борються українські націоналісти, поширював інформаційні листівки. Польська влада оцінювала діяльність ОУН як антидержавну, тому її члени наражали себе на небезпеку арешту. Що й трапилося з 19-ти річним Осипом, який тоді навчався у VI класі гімназії.

### Розгляд кримінальної справи
У ніч з 1 на 2 травня 1932 року, саме напередодні Великодніх Свят, Осип зі своїми товаришами-односельцями 21-річним рільником Олександром Горинем та 23-річним столярським челядником Михайлом Винничком, розкидали у рідному селі летючки ОУН, які він перед тим (30 квітня 1932 р.), отримав від Богдана Мушки, 29-літнього м'ясарського челядника з Микулинець. Інформація про їхню діяльність просочилася до постерунку і почалось розслідування. До відповідальності за обвинуваченням в приналежності до ОУН і поширення її летючок, окрім них, також було притягнуто Миколу Сиротюка, 21-річного кравецького челядника з Микулинець та Осипа Фуртака, 25-річного дяка у с. Ладичин. Б. Мушка і М. Сиротюк були обвинувачені в розкиданні летючок ОУН в ніч з 1 на 2 травня у селах Лучці і Волі Мазовецькій, а О. Фуртак — тієї ж ночі у Ладичині.
Судовий розгляд цієї справи розпочався у п'ятницю 22 вересня 1933 р. і набув небувалого розголосу на теренах Галичини. Лаву присяжних, яка складалась виключно з селян, але в більшості поляків (11 проти 1 українця), очолив молодий віцепрезидент окружного суду д-р Леонард Вендриховський, нотували окружні судді єврей Герман і Гостковський, прокурором був Венцковський, а захист вели місцеві адвокати-українці — посол д-р Дмитро Ладика обороняв Б. Мушку і М. Сиротюка, д-р Євген Дзерович — О. Фуртака, посол д-р Степан Баран — О. Шкамбару і О. Гориня, а д-р Степан Брикович — М. Винничка. Всі обвинувачені під час слідства були арештовані і по кілька тижнів сиділи у слідчій в'язниці, але потім їх звільнили і на судовій розправі вони відповідали «з вільної стопи».
Усім обвинуваченим інкримінували злочин державної зради за приналежність до ОУН (ст. 97 к. к.) та порушення громадського порядку через поширення листівок ОУН (ст. 154 § 2 к. к.), а Б. Мушці та О. Шкамбарі — ще й перевезення цих листівок (ст. 155 § 2 к. к.).Розгляд справи проходив напружено, оскільки д-р Вендриховський вів його упереджено і намагався переконати присяжних у приналежності обвинувачених до ОУН.
Обвинувачені підтвердили свої заперечення приналежності до ОУН, які висунули під час слідства. Осип Шкамбара під час слідства зізнався у приналежності до цієї організації, а потім свої покази відкликав і на суді, як і всі інші обвинувачені, свій стосунок до ОУН заперечив. Б. Мушка зізнався, що перед Великодними Святами 1932 р. біля цвинтаря у Микулинцях одержав від якогось невідомого йому чоловіка листівки, змісту яких не знав, з дорученням розкинути їх у Микулинцях. Цього він не зробив, а передав листівки О. Шкамбарі, щоб він розкинув їх у Варваринцях. Б. Мушка заявив, що ні самостійно, ні спільно з М. Сиротюком, листівок у селах Лучці чи Волі Мазовецькій не розкидав. Обвинувачені М. Сиротюк і О. Фуртак також заперечили свою причетність до поширення листівок, представивши суду своє алібі. Натомість обвинувачені О. Шкамбара, О. Горинь і М. Винничок зізналися і під час слідства, і у суді, що розкидали листівки у Варваринцях, проте їхнього змісту вони не знали, і категорично заперечили свою приналежність до ОУН.
На слуханні справи, всупереч твердженням О. Гориня про те, що він розкидав листівки сам, а лише О. Шкамбара і М. Винничок разом, але в інших місцях, д-р Вендриховський твердив, що листівки вони розкидали усі троє разом. За це оборонець О. Шкамбари і О. Гориня д-р С. Баран подав позов на основі ст. 41 кодексу карної процедури про усунення д-р Вендриховського від судового процесу. Цей позов розлютив віцепрезидента і він продиктував до протоколу, що мотивація позову оборонця є брехливою і оголосив перерву засідання до наступного дня.
На наступному засіданні було відкинуто позов д-ра Барана, після чого адвокат покинув зал засідань. Степан Брикович від імені лави оборонців висловив солідарність з вчинком д-ра Барана за що його Вендриховський звинуватив у неприпустимій поведінці на суді. Тоді на підтримку обох адвокатів виступив д-р Дзерович, після чого д-р Вендриховський перервав засідання і переніс його до наступної каденції у грудні 1933 р. Обвинувачених прокурор попросив затриматись у залі суду, в якому відбулося негайне засідання у складі віцепрезидента Вендриховського та суддів Мешковського та Тільпа, яке постановило заарештувати обвинувачених, мотивуючи своє рішення підозрою їх у втечі чи впливу на свідків. Проти адвокатів д-ра Барана та д-ра Бриковича відбулись окремі судові засідання і, не зважаючи на чисельні апеляції та звернення до вищих інстанцій, першому присуджено повернення коштів ударемненої судової розправи у розмірі 664 злотих і 75 грош, а другого обвинувачено за статтею 128 карного кодексу (неприпустиме поводження у суді) й покарано на 50 злотих штрафу або 10 днів арешту та зобов'язано відшкодувати 148 злотих судових витрат.
Продовження розгляду справи шести обвинувачених, що перебували увесь цей час у слідчій в'язниці, відбулося 18 та 19 грудня. Присяжні на засіданнях оправдали М. Сиротюка і відпустили на волю. Проте усіх інших вони признали винними і засудили до ув'язнення: Б. Мушку на 6 років, О. Фуртака — на 3, О. Гориня і М. Винничка — на 2,5 років. Осипа Шкамбару визнали винним за статтями 97 § 1 (злочин державної зради через приналежність до Організації Українських Націоналістів), 154 § 2 (порушення громадського порядку — розкидання листівок ОУН) і 155 § 2 (перевезення листівок ОУН) карного кодексу і засудили на 8 років ув'язнення й позбавлення громадських прав терміном на 10 років, а також до сплати судових витрат.

### Ув'язнення
Після засудження, Осип Шкамбара відбував термін у тюрмі в м. Седльце (принаймні, до 1935 р.). Навіть в тюремних умовах, він не полишив своєї революційної діяльності і згуртував навколо себе політичних в'язнів, яких «не перестає виховувати, вчити і піддержувати на дусі». Коли і як вийшов Осип з тюрми невідомо, але з «Протоколу звичайних загальних зборів читальні „Просвіта“ у Варваринцях за діловий рік 1938», який був складений самим Осипом Шкамбарою, дізнаємось, що 26 березня 1938 р. його було обрано секретарем Товариства, тобто він уже був на волі. Також є непідтверджені дані, що карався він і в Березі Картузькій.

### У підпіллі

#### 1939—1941
Після падіння Польщі, Осипа обирають головою сільської ради у Варваринцях, але пробув він на цій посаді недовго. НКДБ знайшло на нього компромат і планувало його арешт. Але знайомі Осипа попередили його про небезпеку і він утік й пішов у підпілля. Неодноразово йому доводилося вириватись із рук енкадебістів, уникати облав та засідок більшовиків, проте до їхніх рук Осип так і не потрапив. За це комуністи двічі вивозили на Сибір його стару матір. В часі підпілля Осип перебував на посаді повітового провідника ОУН (1939—1941 рр.).
Після приходу німців і проголошення Української Держави 30 червня 1941 р., Осип обійняв посаду головного редактора газети «Теребовлянські вісті» у м. Теребовля. Проте уже за три місяці прокотилася хвиля арештів українських націоналістів і Осип знову був змушений іти у підпілля, де він спершу став окружним провідником ОУН Чортківщини (1941—1942), а потім обласним провідником Львівщини.
Цікавим є вибір Осипом Шкамбарою свого псевдоніма. За різними джерелами, він був відомий під 4 криптонімами, такими як «Кедр», «Скала» та «Хмель», а також прибраним прізвищем «Черняк». Проте, на адресованих від нього документах, Осип підписувався як «Скала», що, очевидно, і було його основним псевдонімом. У перекладі на албанську мову, слово «скала» звучить як [шкëмб] (shkëmb — на токському діалекті), або [шка: м] (shkäm — на гегському діалекті). Отож, очевидно, саме етимологія прізвища й була покладена в основу конспіраційного імені провідника.

#### 1942—1944
Заступивши на посаду обласного провідника, Михайло Шкамбара дбав не лише про виконання прямих завдань організації, а й старався максимально вберегти людей від арештів, депортацій, смертей.
«Мені імпонувала висока культура спілкування з цим чоловіком, його широка обізнаність», — пригадує повітовий провідник ОУН Бібрківського району Дмитро Сусік свої зустрічі з «Кедром».
Восени 1943 року Михайло Шкамбара брав участь у відправі-нараді обласних провідників ОУН ЗУЗ та їхніх військових референтів, яка відбувалась у с. Мелна на Львівщині. Відправу проводили члени Проводу ОУН і командування УПА Роман Шухевич — «Чупринка», Дмитро Маївський — «Тарас» і шеф ГВШ УПА Дмитро Грицай — «Перебийніс». У відправі брали участь обласні провідники Іван Шанайда — «Данило» (Тернопільщина), Михайло Шкамбара — «Кедр» (Львівщина), Ярослав Мельник — «Роберт» (Станіславівщина), Зеновій Благий — «Шпак» (Дрогобиччина) та Василь Галаса — «Орлан» (Перемищина). На нараді Роман Шухевич визначив головні вектори подальшої боротьби ОУН—УПА, якими стали:
1. Боронити українське населення перед терором і грабунками з боку гітлерівських окупантів, більшовицьких партизанів і польських шовіністичних партизанських груп, які базуються на українській території.
2. Мобілізовувати молодь до лав УПА, особливо тих, хто перейшов на нелегальне становище під загрозою арешту чи вивозу на роботу до Німеччини чи вирвався з фашистського полону, а також тих, хто проявив свій патріотизм, бо з приходом більшовиків НКВД знищить їх або запроторить у тюрми та концтабори, прирікши на повільну смерть. Крім того, юнаків потрібно вберегти від насильної мобілізації до ворожих армій.
3. Вступити у боротьбу з гітлерівськими загарбниками та російсько-більшовицькими імперіалістами саме за державну незалежність, а не за те, щоб вигнати з української землі одного окупанта і віддатись у неволю іншому. Використовуючи умови війни, створити при УПА повстанські загони інших поневолених Москвою народів.
4. Створити ядро майбутньої української армії, відродити в народі бойовий дух.

На цій нараді уперше прозвучало слово «криївка», тобто підземне сховище для праці підпільників, які не можуть жити легально, а також для підпільних друкарень, шпиталів, магазинів зброї, боєприпасів, харчових продуктів.
Весною 1944 р. Михайло квартирував у с. Гринів Бібрківського району і проживав в окремій кімнаті приміщення школи, де його особистою друкаркою була Софія Захарівна Орач під псевдонімом «Ліда», яка переїхала туди зі свого рідного села Звенигород цього ж району, і оселилась в іншій кімнаті того ж будинку школи. За вказівками «Кедра», «Ліда» друкувала на машинці відозви, звернення, накази Проводу ОУН.
Під керівництвом «Скали» на посаді організаційного референта Львівського обласного проводу ОУН до кінця 1943 року працював Ярослав Дякон, а потім — «Юра Скитан» (Михайло Кондрат), який займався поширенням відозв обласного провідника. Збереглося 2 накази і 2 інструкції, поданих «Скалою» за підписом в заступництві «Юри Скитана». Наказом від 8 червня 1944 р. обласний провідник зобов'язував командирів і організаційно-мобілізаційних референтів до посилення роботи та співдії УПА і ОУН, а також наголосив, що командири військових відділів відповідають не лише за озброєння та матеріальне забезпечення своїх відділів та оборону населення на теренах їхніх дій, а й за «моральний і духовий стан» відділів, їхній військовий і політичний вишкіл. Обов'язки командира УПА «Скала» сформулював і видав у своїй Інструкції від 8 червня 1944 р. Першим пунктом у ній значиться, що кожен командир Української Повстанської Армії повинен бути непохитно відданий Великій Українській Національній Справі і не жаліти ні життя, ні сил у боротьбі за Українську Самостійну Соборну Державу. Далі в Інструкції детально розписані вимоги до командирів УПА, їхній національний обов'язок, зобов'язання під час боїв, а також вимоги моральної та військової підготовки їхніх відділів до боротьби. Зокрема вказується, що командирам виконувати бойове завдання повинні допомагати розумна ініціатива, військова хитрість і обман противника, а своїм лицарським поводженням командир повинен показати лице Української Повстанської Армії, як армії визволення від гнобителів, як армії боротьби за волю і незалежність Батьківщини. У «Наказі командирам про безпеку, дисципліну і санітарну роботу» від 9 червня 1944 р., «Скала» зобов'язував командирів відділів УПА ретельно конспіруватись на терені, забезпечити стрільців індивідуальними пакетами медикаментів, обов'язково мати мінімум одного санітара на рій, забороняв пиття алкоголю, а пійманих шпигунів, диверсантів чи інших політичних злочинців зобов'язував передавати до теренового проводу, а не чинити самосуд над ними. «Інструкцією командирам про проведення теренових акцій» від 9 червня 1944 р., «Скала» регламентував порядок дій військовиків УПА стосовно поляків, німців, мадяр та українців зі сходу. Зокрема, він забороняв убивства жінок, дітей і старців, полонених, дезертирів, завданнями акцій визначав відбивання в'язнів, захоплення зброї, амуніції і майна, засідки на загони, що вертаються після пацифікації. Обласний провідник вказував на необхідність приязного ставлення до українців зі сходу, роз'яснення їм політики Сталіна і опіки над ними, особливо пораненими. Кожен свій документ «Скала» закінчував словами: «Слава Україні! Героям Слава!».
У кінці березня — на початку квітня 1944 р. на території Камянко-Струмилівського повіту, що належав до Сокальської округи, окружним провідником якої у той час був «Павур» (Павло Мигаль), сотня під командуванням Миколи Олійника — «Орла» на його власний розсуд почала масову протипольську акцію. При цьому, «Орел» пішов на переговори з крайсгауптманом Нерінгом і отримав від нього зброю. За це «Орел» у великодню суботу був розстріляний. У зв'язку з цим інцидентом, Михайло Шкамбара на Інструкції обласного референта пропаганди Ярослава Ґумовського — «Славича» до окружних референтів пропаганди від 18 квітня 1944 р., яка призначалась окружному провіднику «Павуру», зробив дописку: «Друже Павур! Забороняю суворо вести які-небудь переговори з німаками. Відсилати їх до Проводу, навіть до пров. Бандери. С. У. Скала». Очевидно, що ця примітка «Скали» стосувалася саме переговорів з німцями, які вів «Орел», а власне, заборони таких переговорів. Бандера, до якого відсилати треба було німців, тоді сидів у концтаборі Заксенгаузен і таке відсилання мало б означати, що переговорювати немає про що, поки провідник ув'язнений.

### Одруження

Емілія Хемій, 1943 р.

Уже перебуваючи на Львівщині, у жовтні 1943 р. в с. Старі Стрілища, Михайло Шкамбара одружився з двоюрідною сестрою Миколи Лебедя Емілією Григорівною Хемій.
Після закінчення навчання у вчительській семінарії в Рогатині, влітку 1943 року, Емілія повернулась у рідне село де вступила в ОУН. Побратим Поглод привів її до обласного провідника «Кедра» для отримання завдання, так вона познайомилася з майбутнім чоловіком. В Організації Емілія виконувала функції зв'язкової.
Невдовзі після знайомства, Михайло і Емілія повінчалися у греко-католицькій церкві в сусідньому селі Ліщини.
11 грудня 1945 р. Емілію заарештували більшовики й Вироком військового трибуналу військ НКДБ Львівської обл. від 19 квітня 1946 р. засудили на 10 років виправно-трудових таборів з позбавленням в правах на 3 роки і конфіскацією майна. Майже увесь термін покарання (9 років) Емілія відбувала в Архангельську. Звільнена 5 лютого 1955 року.

### Загибель

Могила Михайла Шкамбари на цвинтарі у с. Старі Стрілища

Про обставини смерті Михайла Шкамбари довідуємось зі спогадів Василя Михайловича Левковича, який на початку червня 1944 р. був призначений командиром УПА Львівської області та одночасно воєнним референтом обласного проводу ОУН.
Загинув обласний провідник ОУН Львівщини «Скала» трагічно, 16 червня 1944 р. о 13 год. 25 хв. у с. Під'ярків Бібрківського району внаслідок нещасного випадку. Члени обласного проводу тоді зібралися на конференцію для обговорення питань, пов'язаних з очікуваними змінами, оскільки наближався німецько-радянський фронт, а також для вирішення поточних питань.
Несподівано розвідка донесла, що німці їдуть у село з доволі загадковими намірами. Щоб уникнути небезпечних несподіванок, бійці вийшли яром з села на пасовисько і на віддалі близько 500 м від села продовжували конференцію. Пасовисько було вкрите кущами терену, і вони розмістились коло одного з кущів.
Через 2-3 години, коли вже всі питання були вичерпані, до провідників прийшов співпрацівник оргреферента «Скитана» «Скрипач» і повідомив, що німці, поладнавши якісь питання в сільській раді, поїхали з села, і господарі просять на обід. «Скала» мав німецький пістолет-кулемет MP із дерев'яним прикладом, якого перед тим поставив під кущем терену. Піднявшись, провідник взяв автомат за ремінь і хотів закинути його на плече, але важіль замка зачепився за гілку, а оскільки автомат не був на запобіжнику, то його замок відкрився, захопив патрон і зброя вистрілила. Куля влучила у підборіддя «Скали» і він через кілька годин помер.
Поховали обласного провідника урочисто, з почестями і насипали високу могилу на цвинтарі у рідному селі його дружини Емілії — Старих Стрілищах.
Після інциденту, провідник СБ Проводу ОУН «Михайло» (Микола Арсенич) ретельно опитав усіх, що були присутні на конференції і бачили трагічне поранення «Скали».
Півроку перед тим, 2 січня 1944 р., гестапівці розстріляли молодшого брата Михайла, Євгена Шкамбару, у с. Струсів, разом з 24 іншими українцями. Сьогодні у будинку, в якому проживали Михайло і Євген Шкамбари, функціонує їдальня варваринської школи.

## Вшанування пам'яті

Вулиця Братів Шкамбар

Центральна вулиця с. Варваринці, яка сполучає це село зі Струсовом і на якій розташована батьківська хата Михайла і Євгена Шкамбар, названа в їхню честь.